# Банка (филм)
Банка (енгл. The Bank) је америчка нема слепстик комедија из 1915. године, коју је режирао, написао и у којој главну улогу тумачи Чарли Чаплин. Ово је био десети од четрнаест филмова које је Чаплин снимио за компанију Essanay Studios.
Филм представља значајан корак у Чаплиновом уметничком развоју, јер комбинује елементе бурлескне комедије са снажним дозама патоса, што ће постати заштитни знак његовог каснијег стваралаштва. Иако Чаплин тумачи лик домара, а не свог чувеног Скитнице, лик дели многе карактеристике са Скитницом, укључујући усамљеност, чежњу за љубављу и достојанством, као и сукоб са ауторитарним фигурама. Една Первијанс глуми секретарицу у коју је Чарли заљубљен, а централни део филма чини секвенца сна у којој он постаје херој. Снимљен у студију Маџестик у Лос Анђелесу, филм се данас сматра једним од најбољих и најкомплекснијих остварења из Чаплиновог Essanay периода.

## Радња
Филм почиње са Чарлијем који самоуверено улази у банку, прилази великом сефу и вешто отвара браву. Публика је наведена да помисли како је он важан службеник или директор, али након што отвори масивна врата, он унутра качи свој капут и износи канту и крпу за чишћење. Открива се да је он само домар.
Услеђује низ комичних сцена. Чарли изазива хаос својим прибором за чишћење, прскајући воду и саплићући се. У једној сцени, он и други домар (кога глуми Били Армстронг) чисте суседне просторије. Уместо да заиста чисте, они се надмећу пребацујући смеће метлама из једне просторије у другу, стварајући тако бескрајан и бесмислен посао један другоме. Ова сцена представља суптилну критику неефикасности и апсурдности рада.
Врхунац заплета настаје када Чарли пронађе пакет умотан са лепом траком. Унутра је кравата са поруком: „Чарлсу, с љубављу од Едне”. Чарли, чије је име такође Чарлс, одмах претпоставља да је поклон намењен њему од секретарице Едне (Една Первијанс), у коју је тајно заљубљен. Он не схвата да је поклон заправо за благајника, који се такође зове Чарлс (Карл Стокдејл). Пресрећан, Чарли купује букет цвећа, ставља га на Еднин сто и прилаже своју поруку. Када Една стигне, благајник Чарлс јој се захваљује на кравати и они размењују нежности. Една сазнаје да је цвеће од домара, и са презиром га баца у корпу за отпатке. Чарли то види, срце му је сломљено. Он узима цвеће из канте и враћа се свом послу.
Сломљеног срца, Чарли заспи док чисти. Тада почиње чувена секвенца сна. У сну, банку нападају пљачкаши. Док се сви остали крију у страху, Чарли храбро устаје да одбрани банку и, што је још важније, Едну. Он се бори са пљачкашима, савладава их и спасава новац. Една, пуна дивљења, грли свог спасиоца. Председник банке му захваљује и нуди му унапређење. Чарли добија све о чему је сањао: богатство, поштовање и Еднину љубав. Док се нагиње да пољуби Едну, сцена се нагло прекида. Чарли се буди и схвата да, уместо Едне, љуби своју прљаву крпу за чишћење. У позадини, види праву Едну како одлази са својим дечком, благајником Чарлсом. Чарли тужно остаје сам, спушта крпу и наставља са послом.

## Улоге
- Чарли Чаплин — Чарли, домар
- Една Первијанс — Една, секретарица
- Карл Стокдејл — Чарлс, благајник
- Чарлс Инсли — председник банке
- Лио Вајт — службеник
- Били Армстронг — други домар
- Фред Гудвинс — ћелави благајник/пљачкаш банке са полуцилиндром
- Џон Ранд — пљачкаш банке и продавац
- Лојд Бејкон — пљачкаш банке
- Френк Џ. Колман — пљачкаш банке
- Пади Макгвајер — благајник у белом капуту
- Весли Раглс — муштерија у банци
- Кери Кларк Ворд — муштерија у банци
- Лоренс А. Боуз — продавац обвезница

## Продукција
Након што је напустио студио Keystone 1914. године, где је снимио 36 филмова и стекао светску славу, Чаплин је потписао уговор са компанијом Essanay Studios из Чикага за тада невероватну плату од 1.250 долара недељно, уз бонус од 10.000 долара по потписивању уговора. Овај уговор му је, поред финансијске сигурности, пружио и знатно већу креативну слободу. За разлику од Keystone-а, где је владао брз и хаотичан темпо продукције, Essanay му је омогућио да ради спорије, да развија приче и продубљује ликове.
Банка је снимљена у калифорнијском огранку студија, у Лос Анђелесу, у студију Маџестик. Чаплин је имао потпуну контролу над сценаријом, режијом и монтажом. Његов метод рада се заснивао на импровизацији; често би почео са основном идејом или локацијом — у овом случају банком — и затим би са својом глумачком екипом развијао гегове и наратив директно на сету. Овај филм је пример како је Чаплин почео да користи локацију не само као позорницу за комедију, већ и као средство за друштвени коментар. Сетови за филм били су детаљнији и реалистичнији од оних у његовим ранијим радовима, што је допринело уверљивости приче.

## Теме и анализа
Банка се истиче по својој сложености, превазилазећи оквире типичне слепстик комедије. Филм истражује теме друштвене неједнакости, неостварених снова, отуђења и природе среће.

### Друштвена сатира
Банка у филму функционише као микрокосмос капиталистичког друштва, са строгом хијерархијом. На врху су председник и богате муштерије, у средини су службеници попут благајника Чарлса и секретарице Едне, док је на самом дну домар Чарли. Његов посао је прљав, невидљив и потцењен. Почетна сцена, где он имитира важног човека отварајући сеф само да би извадио прибор за чишћење, савршено илуструје јаз између његових аспирација и његовог стварног положаја. Чаплинова комедија често проистиче из сукоба његовог лика са овим ригидним друштвеним структурама. Он се бори за достојанство у свету који га третира као небитног.

### Патос и сан
Оно што Банку чини посебном јесте увођење патоса, нарочито у другој половини филма. Чарлијева заљубљеност у Едну је искрена, али осуђена на пропаст због класне разлике. Тренутак када проналази цвеће у канти за смеће је један од најдирљивијих у Чаплиновом раном опусу.
Секвенца сна је кључна за психолошки развој лика. У сну, Чарли није само храбар, већ је и способан, поштован и вољен — све оно што није у стварном животу. Сан му омогућава да оствари своје најдубље жеље. Међутим, Чаплин користи сан да би нагласио суровост стварности. Нагли повратак у јаву, где пољубац са вољеном женом постаје пољубац са крпом, ствара горак и меланхоличан крај. Овај „тужни кловн” мотив, где се смех и сузе преплићу, постаће централни део Чаплинове уметности. Крај филма, у којем Чарли тихо прихвата своју судбину и наставља са радом, оставља публику са осећајем дубоке емпатије.

## Пријем и наслеђе
У време изласка, Банка је дочекана са одушевљењем и код публике и код критике. Часопис Variety је у рецензији из августа 1915. написао да је филм „најлегитимнији хумористички филм у којем је Чаплин глумио у дуго времена, можда и откако се бави филмом”, хвалећи га због кохерентне приче и добро развијених гегова, за разлику од хаотичних комедија тог времена.
Данас се Банка сматра једним од најважнијих филмова из Чаплиновог Essanay периода и кључним делом у његовој еволуцији као уметника. Филмски историчари га често наводе као пример његовог сазревања, где је превазишао чисту комедију и почео да ствара сложеније наративе са емоционалном дубином. Филмски теоретичар Џералд Маст је истакао како Банка савршено демонстрира Чаплинову способност да створи лик који је истовремено и смешан и трагичан, изазивајући код публике и смех и саосећање. Иновативна употреба секвенце сна и меланхоличан завршетак утицали су на многе касније филмове, укључујући и Чаплинова ремек-дела попут Златне грознице (1925) и Светла велеграда (1931).